# Eugène Lacaque
Eugène Lacaque (né le 14 février 1914 à Lutterbach - mort le 23 février 2005 à Pfastatt) était un graveur français, notamment de timbres-poste. Il a vécu dans la région de Mulhouse (Haut-Rhin, en Alsace).
Sa vie active commence dans l'industrie textile comme apprenti chez Schaeffer, où son père travaille. Il y apprend la gravure sur les cylindres d'impression qui servait à fabriquer les tissus imprimés. Pendant cette période, il suit les cours de l'école des beaux-arts de Mulhouse dont il sort diplômé, avant d'étudier à l'école des Beaux-Arts de Paris. En 1937, il emménage à Pfastatt et ouvre, rue de Saint-Amarin à Mulhouse, une entreprise de gravure spécialisée dans l'industrie textile.
En 1967, il grave un poinçon à l'effigie de Charles de Gaulle et est remarqué par la Poste française. Son premier timbre représentant un coléoptère est émis avec sa série en 1968 au Laos.
Le 6 juillet 1970, est mis à la vente son premier timbre pour la France métropolitaine : une restitution du Triomphe de Flore du sculpteur Jean-Baptiste Carpeaux. Il est le graveur des deux portraits de l'émission de quatre timbres et une vignette, premier hommage philatélique à Charles de Gaulle.
En trente ans de carrière, il a gravé environ 600 timbres pour de nombreux pays francophones et européens. Preuve de la qualité de sa gravure, en 1999, il est inscrit au livre Guinness des records pour avoir effectué 78 traits de gravure sur un millimètre carré.

## Récompenses
- Meilleur ouvrier de France en gravure artistique et industrielle, 1955 et 1957.
- Grand Prix de l'art philatélique des nations africaines et malgache pour la tête du Christ d'après Albrecht Dürer, Mali, 1978.
- Plus beau timbre du monde sur la musique pour la gravure du triptyque pour le 225e anniversaire de la naissance de Mozart, Monaco, 1981.
- Prix international d'art philatélique à Asiago, pour l'Aigle royal, Monaco 1983
- Commandeur des Arts et des Lettres, France, 2002.

### Médias visuels
- L'Univers gravé d'Eugène Lacaque, cd-rom compilant l'ensemble des timbres gravés par l'artiste, 2000.
- Eugène Lacaque : l'œil et la main, documentaire de 26 minutes, France 3 Alsace et UGA Média , Colmar, 2000.

### Presse écrite
- Jean-François Decaux, « La disparition d'Eugène Lacaque endeuille le monde philatélique », article paru dans Timbres magazine no 56, avril 2005, p. 30.
- « Eugène Lacaque, l'homme aux doigts d'or », hors-série no 4 de Timbres magazine, juin 2005, p. 68-81. Le dossier comprend une biographie et la liste des timbres de Lacaque émis.